# Blepharidachne hitchcockii
Blepharidachne hitchcockii är en gräsart som beskrevs av Lahitte. Blepharidachne hitchcockii ingår i släktet Blepharidachne och familjen gräs. Inga underarter finns listade i Catalogue of Life.